# Martin Wutte
Martin Wutte, avstrijski zgodovinar in nemški nacionalist, * 15. december 1876, Obermühlbach pri Šentvidu ob Glini, † 30. januar 1948, Celovec.

## Življenje in delo
Martin Wutte, rojen v družini kmeta Martina in Ane Wutte (rojene Ertl), je gimnazijo obiskoval v Celovcu (1888-1892) in Beljaku (1892-1896), študiral zgodovino in germanistiko (1896-1898) ter zgodovino in geografijo (1898-1900) na univerzi v Gradcu, kjer je 1901 doktoriral. Profesorski izpit je opravil 1902 iz zgodovine in zemljepisa, 1904 iz nemščine (za nižjo gimnazijo). V letih 1901–1903 je bil suplent na realki v Gradcu, 1903/1904 profesor na učiteljišču v Mariboru, 1904–1922 na gimnaziji v Celovcu. Leta 1923 je postal direktor Koroškega deželnega arhiva v Celovcu. V letih 1907−1939 je bil tajnik Zgodovinskega društva za Koroško, 1913-1938 urednik Carinthie. Ukvarjal se je med drugim s historično geografijo in kartografijo. Raziskoval je jezikovne razmere na Koroškem, napisal razpravo o nemškem boju 1918–1920 za oblast nad slovenskim delom Koroške Kärntens Freiheitskampf (Celovec, 1922). Z germanizacijo postopoma razvijajoči se vindišarski teoriji, je leta 1927 poskušal nadeti verodostojnost z "znanstveno" utemeljitvijo.
V času boja za Koroško po prvi svetovni vojni in pod vplivom publicistike nemško nacionalistične polične smeri je spremenil več svojih znanstvenih dognanj o narodnem razvoju na Koroškem; zanikal obstoj slovenskega etničnega ozemlja na Koroškem in zagovarjal pravilnost rezultatov ljudskih štetij. Z vindišarsko teorijo je skušal odtegniti del koroških Slovencev od skupnega narodnega boja. Z njo je ustvaril nemški nacionalni politiki podlago za germanizacijski pritisk na koroške Slovence. V letih 1933−1938 je svoje nazore še zaostril. Izoblikoval je celo teoretično podlago nemškemu boju za germanizacijo (teorija o vindišarstvu), kar se je stopnjevalo do podpore nemškemu iredentizmu zoper Jugoslavijo in težnji po delu slovenskega ozemlja (Mežiška dolina), po 1941 pa z utemeljevanjem nemške pravice do delov okupiranega slovenskega ozemlja in teženj nemškega prodora do Trsta. Njegove poglede na narodnostni razvoj na Koroškem so nekritično prevzeli številni avtorji; s kritično distanco so jih avstrijski zgodovinarji obravnavali šele konec sedemdesetih let 20. stoletja.